# Cymande
Cymande — британская фанк-группа, основанная в Лондоне в 1971 году Стивом Сципио (Steve Scipio), Патриком Паттерсоном (Patrick Patterson) и ещё несколькими музыкантами — преимущественно выходцами из Гайаны, Ямайки и Сент-Винсента. Группа была известна эклектичным сочетанием фанка, соул, регги, рока, музыки Африки, калипсо и джаза, которое они назвали «нья-рок» («Nyah-Rock»). Название группы происходит от слова калипсо, означающего «Голубь», которое символизирует мир и любовь. «Голубь» также является названием одной из их самых известных песен.
Группа распалась после выпуска нескольких альбомов в 1974 году и пережила несколько воссоединений. После обретения новой популярности, когда их музыку исполняли многие известные рэп-исполнители, Cymande воссоединились в 2010-х годах. Последний альбом Cymande «A Simple Act of Faith», записанный с их первоначальным продюсером Джоном Шредером, был выпущен в ноябре 2015 года.

## История

### История создания
Cymande была сформирована басистом Стивом Сципио и гитаристом Патриком Паттерсоном в Лондоне, Англия, в 1971 году. Сципио и Паттерсон ранее играли вместе в джазовой фьюжн-группе под названием Meta. Изначально группа состояла из восьми или девяти участников, а также включала певца/перкуссиониста Рэя Кинга, саксофониста Дерека Гиббса, исполнителя конга Пабло Гонсалеса, певца/перкуссиониста Джоуи Ди, саксофониста Питера Серрео, барабанщика Сэма Келли и флейтиста/перкуссиониста Майка Роуза. Все они были членами афро-карибской диаспоры в Лондоне, происходящей из таких стран, как Гайана, Ямайка, и Сент-Винсент.
В 1971 году в подвальном клубе Сохо британский R&B продюсер Джон Шредер познакомился с группой Cymande и под его руководством Cymande записала свой дебютный альбом. В 1972 году был выпущен первый альбом Cymande был на звукозаписывающем лейбле Alaska Record, а позже, в том же году, был выпущен в США на лейбле Janus Records, подразделении Chess Records. Первый сингл группы «The Message» попал в чарты Billboard Hot 100 и Hot R&B/Hip-Hop Songs в США. Их одноименный дебютный альбом был выпущен в 1972 году и также попал в чарты Billboard pop и R&B в Соединенных Штатах. В этот период группа успешно гастролировала по США. Они получили приглашение на участие в гастрольном туре соул-певца Эла Грина, фанк-рок-группы Мандрилл и джазового музыканта Рэмси Льюисом.
В 1973 году они вошли в историю как первая британская группа, выступавшая в театре Аполо в манхэттенском квартале Гарлема. Они так же выступали на американской музыкальной телепередаче Soul Train. В том же году был выпущен второй альбом Second Time Round с новыми политизированными текстами, а их третий альбом Promised Heights был выпущен в 1974 году. Отсутствие признания со стороны британской музыкальной индустрии привело к распаду группы в 1974 году. Четвертый альбом под названием Arrival был записан в этот период, но вышел только в 1981 году.

### Воссоединение
После периода безызвестности музыка Cymande получила новый виток популярности в 1980-х и 1990-х годах. Некоторые из их песен были разобраны и использованы в качестве брейкбитов ранними хип-хоп-диджеями Кул Герк и Grandmaster Flash. К концу 1980-х годов их музыка была сэмплирована многими известными рэп-исполнителями, начиная с De La Soul (3 Feet High and Rising), а также EPMD, The KLF, MC Solaar, Heavy D, и многие другие.
Когда The Fugees сэмплировали песню «Голубь» для заглавного трека своего мультиплатинового прорывного альбома The Score, Сципион и Паттерсон подали в суд за нарушение авторских прав. В 1994 году Спайк Ли использовал песню Cymande «Bra» в своем фильме Круклин / Crooklyn. Ли использовал ту же песню в своем фильме 2002 года «25-й час».
Полное воссоединение началось в 2012 году. Их первый продюсер Джон Шредер также присоединился к группе, и были объявлены планы по выпуску нового альбома. Группа провела несколько концертов в течение следующих нескольких лет, причем все девять первоначальных участников внесли свой вклад в разное время, наряду с некоторыми новыми участниками. В 2015 году Cymande выпустила «A Simple Act of Faith» — первый новый альбом группы за 41 год.
5 ноября 2020 года умер первоначальный участник группы Тревор Уайт, а участник Пабло Гонсалес умер на Ямайке 2 декабря 2020 года.

## Первоначальный состав
- Ray King — Vocals/Percussion
- Desmond Atwell — Tenor Saxophone
- Steve Scipio — Bass
- Derek Gibbs — Soprano/Alto Saxophone
- Pablo Gonsales — Congas/Percussion
- Joey Dee — Vocals/ Percussion
- Peter Serreo — Tenor Saxophone
- Sam Kelly — Drums/ Percussion
- Mike Rose — Alto Saxophone/ Flute/ Bongos/ Percussion
- Patrick Patterson — Guitars/ Vocals
- Jimmy Lindsay — Vocals/ Percussion (Promised Heights LP)
- George Kelly — Percussion
- Trevor White — Bass/ Percussion/ Vocals

## Участники группы в 2014 году
- Steve Scipio — Bass/ Vocals
- Patrick Patterson — Guitar/ Vocals
- Sam Kelly — Drums
- Mike Rose — Sax/ Flute / Percussion
- Pablo Gonzales — Percussion / Vocals
- Derek Gibbs — Sax

## Дискография
- 1972 — Cymande
- 1973 — Second Time Round
- 1974 — Promised Heights
- 1981 — Arrival
- 1999 — The Message (сборник)
- 2000 — The Soul of Rasta (сборник)
- 2003 — The Best of Cymande (сборник)
- 2003 — Nyah-Rock (сборник)
- 2004 — Renegades of Funk (сборник)
- 2007 — Promised Heights (сборник)